# Władysław Główczewski

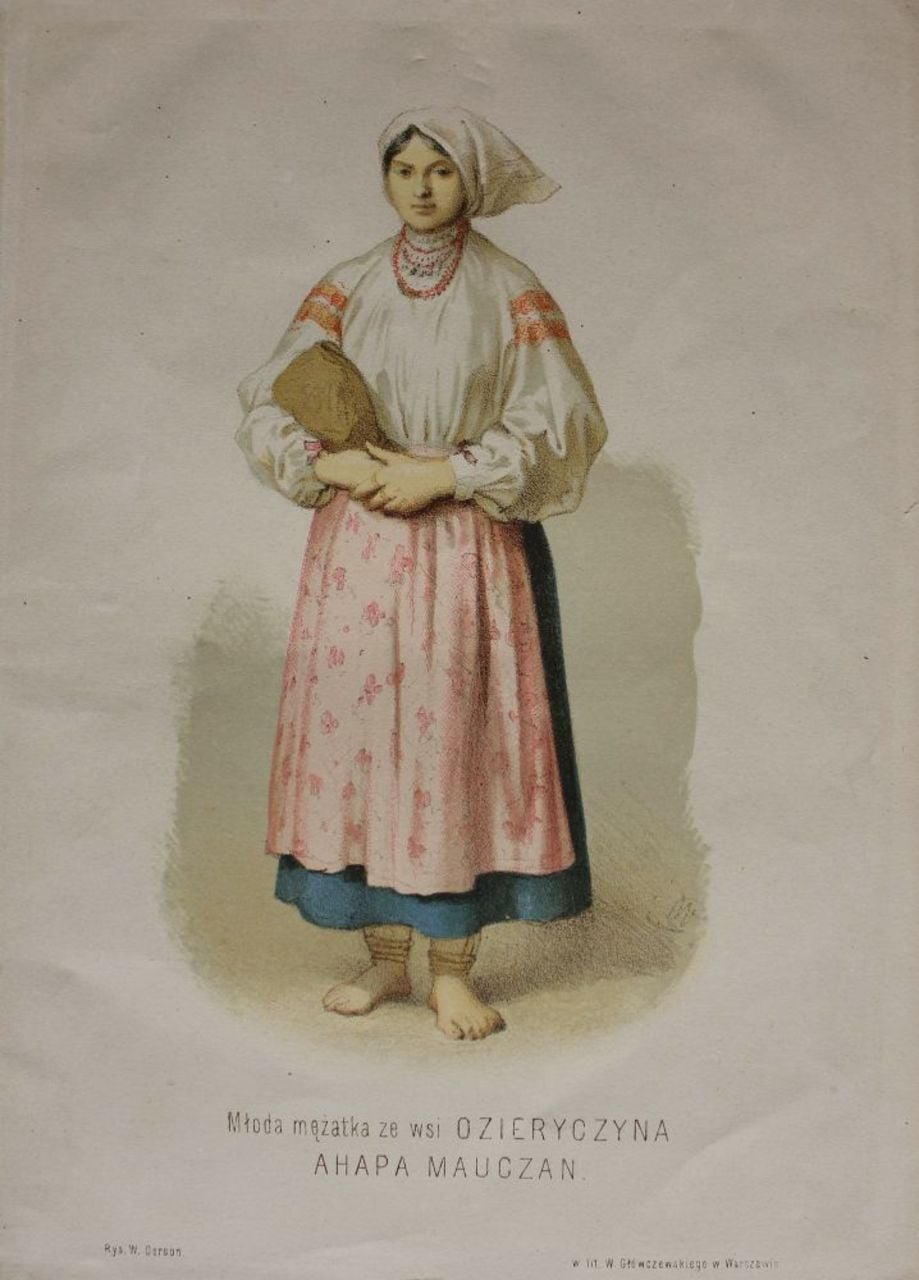
Chromolitografia W. Główczewskiego

Władysław Główczewski (ur. w styczniu 1843 w Warszawie, zm. 28 sierpnia 1905 tamże) – polski litograf i wydawca czynny w Warszawie.
Podstawy wykształcenia ogólnego zyskał ucząc się w szkole realnej w rodzinnym mieście. Następnie w 1857 r. zaczął uczyć się zawodu litografa w zakładzie Maksymilian Fajansa, praktykując tam do 1860. W tym samym roku zapisał się do Szkoły Sztuk Pięknych w Warszawie, studiując malarstwo, ale po kilku miesiącach zrezygnował ze względów rodzinnych, wracając do firmy M. Fajansa jako litograf. Nie później niż w 1869 r. założył w Warszawie własną pracownię litograficzną, od 1878 znacznie rozwijając jej produkcję i asortyment oraz inwestując w nowoczesne maszyny, jednocześnie parę razy zmieniając siedzibę zakładu. Tematyka produkcji była różnorodna i zależała od zleceniodawców, obejmując drobne prace użytkowe (np. dyplomy), strony tytułowe dla czasopism, portrety, rysunki technologiczne sieci wodnokanalizacyjnej zamówione przez miasto Warszawę, materiały kartograficzne, a zwłaszcza ryciny do książek etnograficznych, biologicznych i z zakresu medycyny, w czym zakład się specjalizował, realizując prace dla uczelni wyższych i akademii, zarówno krajowych, jak i zagranicznych, w tym dla petersburskiej Akademii Nauk i krakowskiej Akademii Umiejętności. Poziom wykonywanych rycin był wysoki, gdyż Główczewski był za nie nagradzany w Rosji i Galicji. Posługiwał się różnymi technikami litograficznymi, przede wszystkim litografią kolorową. Założony przez W. Główczewskiego zakład odziedziczył jego syn Władysław Kazimierz, prowadząc go do drugiej połowy lat 20. XX w.
Ryciny W. Główczewskiego znajdują się w zbiorach Muzeum Narodowego w Warszawie, Muzeum Narodowego w Krakowie i Muzeum Pałacu Króla Jana III w Wilanowie.